# Квинт Статорий
Квинт Стато́рий (лат. Quintus Statorius; III век до н. э.) — римский военачальник, участник Второй Пунической войны. В 213 году до н. э. был центурионом в армии проконсула Публия Корнелия Сципиона в Испании. Командующий направил его с ещё двумя центурионами в Нумидию к царю Сифаксу для заключения союза. Миссия оказалась удачной, Квинт остался у Сифакса, чтобы обучить его армию по римскому образцу, и достиг в этом больших успехов. По-видимому, он долго оставался в Нумидии. В связи с событиями 203 года до н. э. Секст Юлий Фронтин упоминает некоего Луция Статория, которого Гай Лелий (посол к Сифаксу Публия Корнелия Сципиона-младшего) взял с собой в качестве разведчика. Этот военный прежде «не раз бывал» в нумидийском лагере; антиковеды полагают, что Фронтин мог ошибиться с преноменом и что в действительности речь идёт о Квинте Статории.